# 美人之死
《美人之死》（維吾爾語：ساھىبجامالنىڭ ئۆلۈمى‎，拉丁维文：Sahibjamalning ölümi）是1986年天山电影制片厂摄制的彩色故事片，由广春兰执导，广春兰、段宝珊编剧，古扎丽奴尔·库提皮丁、梅丽古丽·艾买提、木拉丁·阿不力米提、胡尔西德·吐尔地等主演。电影讲述的是神秘的古堡内，毁容少女的往事及死亡。

## 剧情
叶尔羌汗国时期，在艾山巴依的城堡式庄园内有一阁楼，居住着身材高挑，亭亭玉立的玛利亚姆小姐（古扎丽奴尔·库提皮丁 饰）。一夜，被玛利亚姆歌声吸引的表哥艾力上前搭讪，受到惊吓的玛利亚姆无意撩开面纱，看到玛利亚姆面容的艾力被吓疯，高呼“魔鬼！”离开。为了照顾女儿玛利亚姆，艾山巴依找寻到美丽善良的女仆帕丽达（梅丽古丽·艾买提 饰）。随着帕丽达与玛利亚姆相熟，帕丽达知道了玛利亚姆毁了容，并围戴面纱、深居高阁不再与人见面。
到了古尔邦节，尤努斯王爷和凯撒尔王子（木拉丁·阿不力米提 饰）前来拜访艾山巴依。凯撒尔王子早在五年前在天鹅湖畔已经与玛利亚姆结识。此次凯撒尔错将蒙面假扮小姐的帕丽达认成了玛利亚姆，决定娶玛利亚姆为妻。不久，尤努斯王爷前来提亲。但艾山巴依左右为难，怕得罪尤努斯王爷。玛利亚姆的后母拉拉古丽（胡尔西德·吐尔地 饰）心生一计，以避暑为由玛利亚姆送到偏远的无人之城——风城，让帕丽达作为玛利亚姆的替身嫁给凯撒尔王子。
婚礼前夕，奶娘热依汗将玛利亚姆毁容的真相告诉了帕丽达：原来在两年以前艾山巴依身患重病，于是立下遗嘱，自己的遗产未来会交给玛利亚姆小姐。这个决定招到拉拉古丽的不满。于是拉拉古丽与管家纵火，使玛利亚姆毁了容。婚礼前，帕丽达以死相拼，告诉凯撒尔王子真相。凯撒尔王子前往风城找寻玛利亚姆，最终找到了玛利亚姆的遗体。夕阳下，凯撒尔抱着玛利亚姆走向大漠。拉拉古丽的阴谋失败了，最终与古堡一起化为灰烬。

## 制作
在拍摄电影《神秘驼队》时，导演广春兰对新疆境内的古堡、遗迹颇感兴趣，包括库车的克孜尔千佛洞、喀什的阿巴和加麻札等。也因此产生了拍摄历史题材电影的念头。为了顺利拍摄维吾尔族历史经典故事，广春兰决定用一部电影先行试手，于是基于俄罗斯的《古堡美人》、冯万里创作的《喀什美人》等小说以及许多维吾尔族民间传说，广春兰与编剧段宝珊仅用数日完成了电影文学剧本的初稿，并将电影定名为《古堡美人》。电影原计划由广春兰的主创团队承包，自负盈亏，但因分红较高而作罢。广春兰等人本计划以此片为契机成立影视公司。但因政策等也不了了之。电影依然由天山电影制片厂摄制、出品。
电影所搭建古堡的地点在中国人民解放军南疆军区大院内，广春兰与美工高峰基于参考的埃及古书设计了古堡。搭设古堡场景时，喀什地区气候异常寒冷，在当地气象部门和中国人民解放军的协助下，古堡历时近1个月，花费7万元人民币方才建成。1986年上半年，电影开始拍摄。不过，男主演迟迟未定，直至开机前一日才决定由在电影《不当演员的姑娘》中初登银幕的木拉丁·阿不力米提担任。木拉丁·阿不力米提称此片让他的表演开始“开窍”。电影还在阿巴和加麻札附近的清真寺内取景，因为有演员是当地穆斯林的头目，身为女性的广春兰得以进入清真寺拍摄电影。电影外景则选择在巴音布鲁克天鹅湖等地拍摄。因为决定最终烧毁古堡，电影结尾处增加了拉拉古丽与古堡同归于尽的场景。最终，广春兰将电影名改为《美人之死》。
1986年8月，《美人之死》通过审查。《美人之死》后被翻译为维吾尔语、哈萨克语。

## 上映及票房
电影《美人之死》的销售成本（摄制成本和税）为约67万元人民币，发行权费收入近119万元人民币。
1987年，电影《美人之死》参加埃及中国电影周和第11届开罗国际电影节。